# Getande veldsla
De getande veldsla (Valerianella dentata) is een eenjarig akkergewas uit de kamperfoeliefamilie (Caprifoliaceae). De plant bereikt een hoogte van 10 tot 40 cm en de bloeitijd strekt zich uit over de maanden juni en juli. Deze plant is in Nederland wettelijk beschermd sinds 1 januari 2017 door de Wet Natuurbescherming.
De plant heeft een bladrozet van spatelvormige gaafrandige bladen en dunne stengels met tegenoverstaande lancetvormige bladen. De getande veldsla heeft kleine witte bloemen met een blauwachtige schijn die in losse trosjes aan het einde van de stengel groeien. De vrucht is driecellig en eivormig met een verdiept langwerpig middenveld. Elke vrucht bevat één zaadje. Het plantje komt voornamelijk voor op gecultiveerde gronden en voornamelijk in korenvelden. 

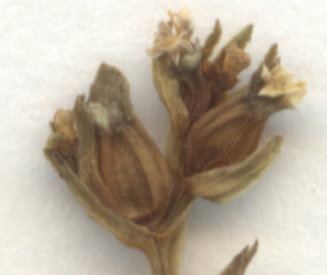
V. dentata var. dentata
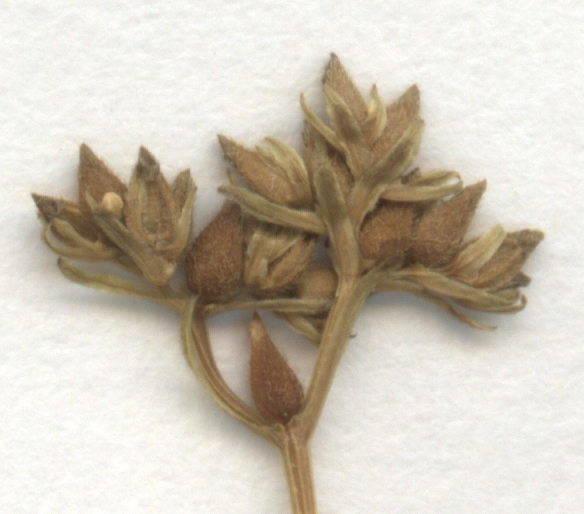
V. dentata var. eriosperma